# Mon frère bien-aimé
Pour les articles homonymes, voir Mon frère bien-aimé.
Pour plus de détails, voir Fiche technique et Distribution.
Mon frère bien-aimé est un téléfilm français réalisé par Denis Malleval et diffusé pour la première fois en Suisse le 26 août 2016 sur RTS Un puis en France, le 1er mars 2017 sur France 2.

## Synopsis[2]
Un homme aide son frère à dissimuler le corps de sa maîtresse, morte accidentellement. Depuis le décès de leur mère alors qu'ils étaient encore enfants, Étienne joue les protecteurs envers son petit frère Mathias. L’aîné a sacrifié sa vie professionnelle pour permettre à son cadet de réussir. Lorsque celui ci demande à son frère d'enterrer le corps de Lola, sa maîtresse, décédée accidentellement, il accepte. Bientôt, Étienne apprend que Lola est morte dans des circonstances étranges. Il devient le principal suspect du crime.

## Fiche technique
- Réalisation : Denis Malleval
- Scénario : Luc Chaumar et Anne Valton
- Édité par : Adéo Production
- Musique : Jean Musy
- Montage : Élisabeth Guido
- Photographie : William Watterlot
- Son : Philippe Lecoq
- Production : Neyrac Films et France télévision
- Productrice exécutive : Jean-Baptiste Neyrac
- Durée : 1 h 40
- Genre : Drame
- Diffusion : 
  -  France : 1er mars 2017 sur France 2
  -  Suisse : 26 août 2016 sur RTS Un

## Distribution[3]
- Olivier Marchal : Étienne Leroy
- Michaël Youn : Mathias Leroy
- Elsa Lunghini : Barbara Bellefond
- Natacha Lindinger : Sonia Leroy
- Geoffroy Thiebaut : Pierre Bellefond
- Morgane Maisonneuve : Lieutenant Colin
- Sébastian Lazennec : Capitaine Elghozi
- Philippe Nahon : Guy Fourvier
- Lilou Léger : Zoé Leroy
- José Garnier : Robert Mézières
- Solène Chédru : Lola Morel[4]
- Pascal Bonnelle : Le juge Chabrol
- Sandrine Arnaud : Chloé
- Sophie Peault : Le médecin
- Pascal Joly : Le greffier
- François Aubineau : Maitre Gaudin
- Olivier Collin : Le légiste
- Béatrice Bergeot : Madame Morel
- Yann Josso : Monsieur Morel
- Olivier Clenet : Le surveillant
- Gérard Bourgarel : Le préfet
- Frédéric Cuif : Le pêcheur
- Dominique Delavigne : Maître Bourdiau
- Alice May : Lucie, l'hôtesse d'accueil SMC
- Sophie Royer : Mathilde Leroy, 40 ans
- Valérie Pastre : La journaliste
- Grégor Lesimple : L'ingénieur
- Lilian Mercier : Étienne 17 ans
- Oscar Perrichon : Mathias 10 ans

## Tournage
Le téléfilm a été tourné en février 2016 à Saint-Nazaire,.

## Audience
Le téléfilm a réuni 4 374 000 téléspectateurs soit 17,6 % de parts de marché pour France 2 et il a été numéro 1 de la soirée du 1er mars 2017 devant Grey's Anatomy diffusée sur TF1.

## Prix
- 2017 : Festival Polar de Cognac : Prix du meilleur film unitaire francophone de télévision